# Dobreanîci, Peremîșleanî
Dobreanîci (în ucraineană Добряничі) este localitatea de reședință a comunei Dobreanîci din raionul Peremîșleanî, regiunea Liov, Ucraina.

## Demografie
Componența lingvistică a localității Dobreanîci
     Ucraineană (99,47%)
     Alte limbi (0,53%)
Conform recensământului din 2001, majoritatea populației localității Dobreanîci era vorbitoare de ucraineană (99,47%), existând în minoritate și vorbitori de alte limbi.